# Liste des édifices labellisés « Architecture contemporaine remarquable » de l'Oise
Cet article recense les édifices labellisés « Architecture contemporaine remarquable » de l'Oise, en France.
Le label « Architecture contemporaine remarquable » remplace depuis 2016 l'ancien label « Patrimoine du XXe siècle ». Il ne prend en compte que des édifices de moins de 100 ans à la date de labellisation, et qui ne sont pas protégés comme monuments historiques.
Au début 2024, l'Oise compte cinq édifices ainsi labellisés.

## Liste
| Monument                                       | Commune   | Adresse                                  | Coordonnées                      | Notice     | Date | Illustration                                   |
| ---------------------------------------------- | --------- | ---------------------------------------- | -------------------------------- | ---------- | ---- | ---------------------------------------------- |
| Résidence Les Terrasses                        | Beauvais  | Rue Jean-Sébastien-Bach Allée Mozart     | 49° 24′ 55″ nord, 2° 04′ 57″ est | ACR0001707 | 2022 | Image manquante Téléverser                     |
| Bibliothèque Saint-Corneille                   | Compiègne | Place du Change                          | 49° 25′ 01″ nord, 2° 49′ 30″ est | ACR0001805 | 2023 | Image manquante Téléverser                     |
| Mémorial de l'internement et de la déportation | Compiègne | 2 bis avenue des Martyrs-de-la-Liberté   | 49° 24′ 07″ nord, 2° 48′ 29″ est | ACR0001811 | 2023 | Mémorial de l'internement et de la déportation |
| Résidence La Peupleraie                        | Compiègne | 3 rue André-Ampère Allée Pierre-Coquerel | 49° 23′ 48″ nord, 2° 47′ 29″ est | ACR0001708 | 2022 | Image manquante Téléverser                     |
| Résidence Les Aunaies                          | Liancourt | Rue Jacques-Monod                        | 49° 19′ 48″ nord, 2° 28′ 12″ est | ACR0001711 | 2022 | Image manquante Téléverser                     |